# دوربین پلی‌استیشن
دوربین پلی‌استیشن (به انگلیسی: PlayStation Camera) یک حسگر حرکتی انتخابی که توسط سونی اینتراکتیو انترتینمنت برای کنسول پلی‌استیشن ۴ عرضه شده‌است. این دوربین به عنوان جانشین پلی‌استیشن آی که در سال ۲۰۰۷ برای کنسول پلی‌استیشن ۳ عرضه شده بود، به شمار می‌رود. این دوربین همچنین به منظور تشخیص حرکات در ردیابی هدست واقعیت مجازی پلی‌استیشن وی‌آر مورد استفاده قرار می‌گیرد.